# Stefan Niementowski

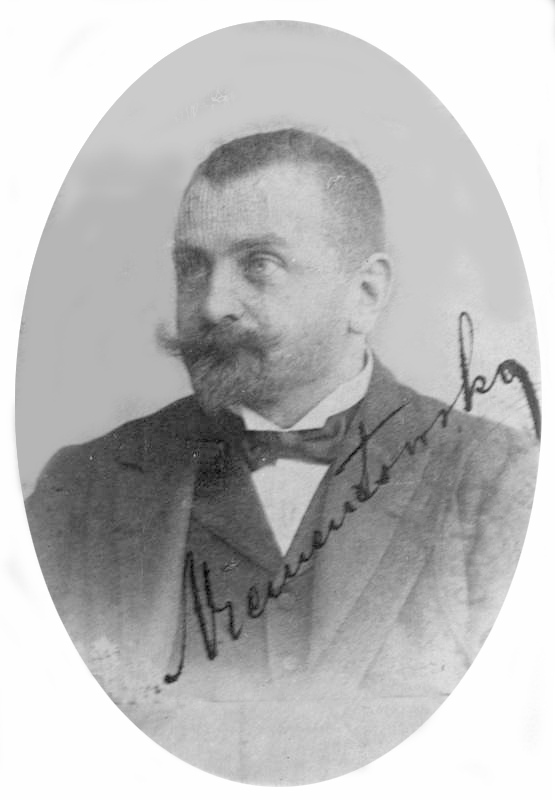
Stefan Niementowski (voor 1925)

Stefan Niementowski (Zjovkva, 4 augustus 1866 - Warschau, 13 juli 1925) was een Pools scheikundige.
Stefan Niementowski werd geboren in Zolkiev en had de Poolse nationaliteit (hoewel de stad vandaag de dag in Oekraïne gelegen is). Niementowski was een voornaam scheikundige in zijn tijd. Hij behaalde zijn doctoraat aan de universiteit van Erlangen in 1887 en doceerde tijdens zijn carrière aan de Technische Hogeschool van Lemberg. In 1919 was hij een van de grondleggers van de Polskie Towarzystwo Chemiczne (Poolse Vereniging voor Scheikunde).
Niementowski's naam is verbonden aan een naamreactie, namelijk de Niementowski-reactie (de synthese van chinolinederivaten), en aan een stof, namelijk de Niementowski-kleurstof. In sommige artikels staat zijn naam verkeerdelijk als Stefan von Niementowski weergegeven.

## Referentie
- W. Pötsch. Lexikon bedeutender Chemiker (1989)